# Mohan Charan Majhi

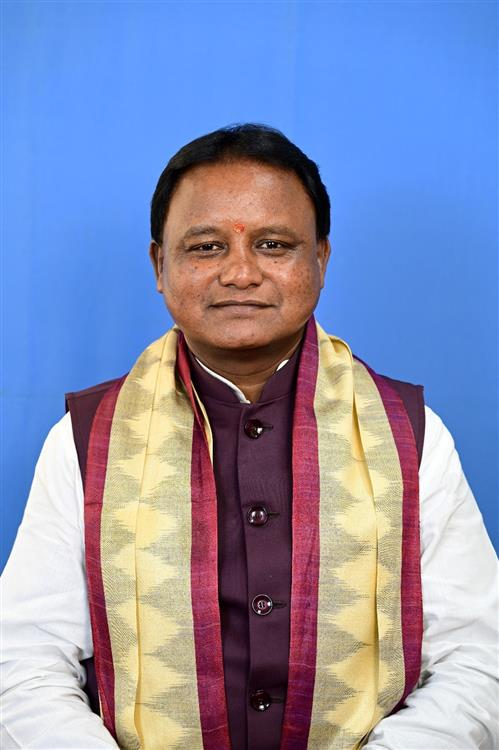
Mohan Charan Majhi (2024)

Mohan Charan Majhi (Oriya ମୋହନ ଚରଣ ମାଝୀ; ⓘ; * 6. Januar 1972 im Dorf Raikala, Distrikt Kendujhar, Odisha, Indien)  ist ein indischer Politiker. Seit dem 12. Juni 2024 ist er Chief Minister des ostindischen Bundesstaats Odisha. Er ist der erste Chief Minister Odishas, der aus den Reihen der Bharatiya Janata Party (BJP) kommt.

## Biographie
Mohan Charan Majhi wurde im ländlichen Bergland von Odisha geboren. Er stammt aus einfachen Verhältnissen. Sein Vater war als Wachmann tätig. Seine Familie gehört der Ethnie der Santal an, einem der zahlenmäßig größeren indigenen Stammesvölker (Adivasi) in Indien. Er schloss seine höhere Schulbildung an der Jhumpura High School im Jahr 1987 ab. Danach besuchte er bis 1990 das Anandapur College und anschließend das Chandra Sekhar College, wo er 1993 einen Bachelor of Arts (BA) sowie das Dhenkanal Law College, wo er einen Bachelor of Laws (LLB) erwarb.
Anschließend war Majhi einige Jahre als Lehrer in einer Hindutempelschule (Saraswati Shishu Mandir) tätig. Frühzeitig wurde er in hindunationalistischen Organisationen, unter anderem im Rashtriya Swayamsevak Sangh (RSS) aktiv. 1995 kandidierte er als unabhängiger Kandidat im Wahlkreis Keonjhar bei der Wahl zum Parlament von Odisha und landete stimmenmäßig auf dem vierten Platz. 1997 wurde er zum Sarpanch (Dorfvorsteher) in seinem Geburtsort Raikala gewählt und wurde parallel dazu zum Sekretär der BJP Adivasi Morcha in Odisha, der BJP-Unterorganisation der Adivasi, in Odisha ernannt. Er wurde insgesamt viermal (in den Jahren 2000, 2004, 2019 und 2024) als Abgeordneter für die BJP im Wahlkreis Keonjhar in das Parlament von Odisha gewählt. Der Wahlkreis ist für Angehörige der scheduled tribes reserviert. Als Abgeordneter machte er sich als Interessenvertreter der Stammesbevölkerung gegenüber großen Minenkonzernen, die die Eisenerz- und Manganvorkommen im Distrikt Keonjhar ausbeuteten, einen Namen.
Bei der Wahl zum Parlament von Odisha vom 1. bis 24. Juni 2024 erlitt die seit langem in Odisha regierende Regionalpartei Biju Janata Dal eine Niederlage. Die BJP, die bislang keine große Rolle im Bundesstaat gespielt hatte, gewann 78 der 147 Wahlkreise. Am 12. Juni 2024 wurde Mohan Charan Majhi als neuer Chief Minister Odishas vereidigt. Er löste den seit 24 Jahren amtierenden Naveen Patnaik ab.
Mohan Charan Majhi ist der dritte Chief Minister in der Geschichte Odishas (nach Hemananda Biswal und Giridhar Gamang), der aus der indigenen Stammesbevölkerung stammt.

## Privates
Er ist mit Dr. Priyanka Marndi, einer Ärztin für ayurvedische Medizin verheiratet und hat mit ihr zwei Söhne. Majhi ist ein Teetotaler und ist bisher von Skandalen freigeblieben.